# 魏斯峰
魏斯峰（德語：Weisshorn，意指白色的山峰）是阿爾卑斯山脈的山峰，位在瑞士境內，海拔4,506公尺。魏斯峰是本寧阿爾卑斯山脈的一部分，位於瓦萊州阿尼維耶與策馬特山谷之間。
1861年英國物理學者、登山家約翰·廷德爾（John Tyndall）和嚮導J.J.布倫南（J.J. Bennen）、烏爾里希·溫格（Ulrich Wenger）首次登上魏斯峰。因為金字塔形狀和純白斜坡，魏斯峰被許多登山者認為是阿爾卑斯山最美麗的山峰。